# Eufrozyna Połocka
Eufrozyna Połocka (biał.Еўфрасіння Полацкая) (ur. około 1101–1104, zm. 23 maja 1173 w Jerozolimie) – księżniczka księstwa połockego, święta mniszka prawosławna szczególną czcią otaczana na Białorusi, pierwsza kobieta-święta na wschodniosłowiańskim obszarze.

## Życiorys
Była córką księcia połockiego Światosława (Jerzego) Wsiesławowicza i księżniczki kijowskiej Zofii, wnuczką Wsiesława Briaczysławicza zwanego Czarodziejem. Ochrzczona imieniem Przedsława. Data urodzin jest nieznana, dzięki zestawieniu kilku danych określa się ją na nie później niż 1104 rok. W dzieciństwie Przedsława uczyła się języka greckiego, łaciny oraz muzyki i tańca. Jej wychowawcami byli mnisi z monasteru w Połocku.
Po ukończeniu 12 lat udała się, bez zgody rodziny, do żeńskiego monasteru, na czele którego, jako ihumenia, stała jej ciotka Romana. W tajemnicy złożyła wieczyste śluby mnisze przed zakonnikami przybyłymi z Połocka, przyjmując imię Eufrozyna. Żyjąc w klasztorze, zajmowała się jedynie modlitwą i przepisywaniem ksiąg liturgicznych. Prowadziła również bogatą korespondencję z biskupami Klemensem Smolatyczem i Cyrylem Turowskim, a także z duchownymi z Bizancjum. Około 1128, za zgodą biskupa połockiego Eliasza, założyła nowy żeński klasztor, zaś ok. roku 1160 - także męski. Obydwa te ośrodki życia monastycznego zostały zniszczone w czasie najazdu Litwinów w XIII stuleciu. Wyposażone w bogate biblioteki, były one ośrodkiem życia kulturalnego. Utrzymywały się nie tylko dzięki darczyńcom, ale również dzięki przepisywaniu ksiąg, kopiowaniu ikon i pracom jubilerskim. Eufrozyna zamieszkiwała w celi przy cerkwi Przemienienia Pańskiego (Chrystusa Zbawiciela), głównej świątyni żeńskiego monasteru, jaki założyła.
W 1161 roku ihumenia Eufrozyna zamówiła wykonanie na potrzeby cerkwi niezwykle ozdobnego krzyża, wysadzanego srebrem, złotem i drogocennymi kamieniami. Krzyż ten zaginął w zawierusze wojennej w 1941 roku, a jego zaginięcie porównywane jest z zaginięciem Bursztynowej Komnaty. Pomimo usilnych i coraz to ponawianych starań, drogocenny przedmiot wciąż nie został odnaleziony. Dzięki staraniom Eufrozyny monaster, którym kierowała, otrzymał z Bizancjum Efeską Ikonę Matki Bożej, obecnie znajdującą się w Petersburgu.
Odbyła pielgrzymkę do Ziemi Świętej. W jej trakcie spotkała się z łacińskim patriarchą Jerozolimy. Po drodze odwiedziła dwór w Konstantynopolu, gdzie była przyjmowana z honorami należnymi nie tylko z powodu stanu duchownego i wysokiej w nim pozycji, ale i książęcego pochodzenia. Zmarła w klasztorze w pobliżu Jerozolimy. Jej ciało zostało później przewiezione do Kijowa (do Ławry Pieczerskiej), a stamtąd, w 1910 roku – do Połocka.
Niewielki jej pomnik znajduje się w Mińsku.